# 목적론

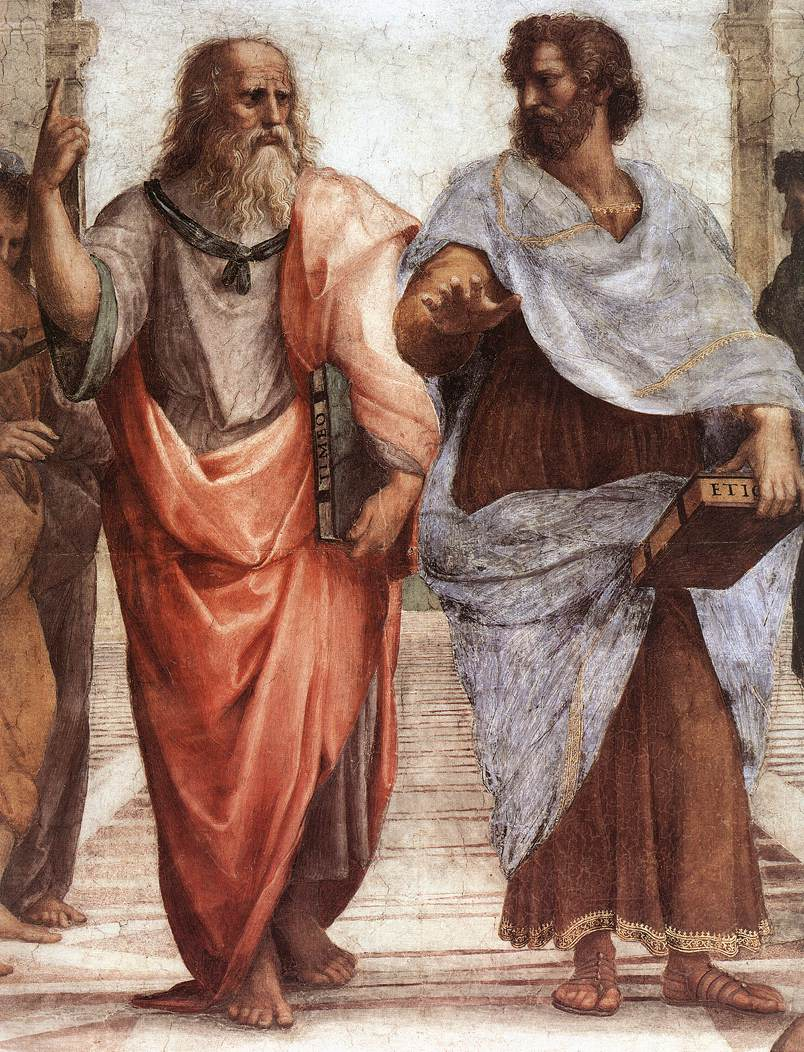
플라톤 (왼쪽)과 아리스토텔레스, 이곳 아테네 학당에 묘사된 둘은 우주의 명백한 질서(로고스)를 다루는 목적론적 논증을 발전시켰다

목적론(目的論, teleology) 또는 목적성(finality)은 어떤 것의 원인의 기능과 대조적으로, 그 끝, 목적 또는 목표의 기능으로서 어떤 것에 대한 이유 또는 설명을 제공하는 인과관계의 한 분야이다. 제임스 우드는 그의 너털 백과사전에서 목적론의 의미를 "최종 원인의 교리, 특히 하나님의 존재와 성품, 그리고 그 분의 사역의 존재와 성품으로부터 하나님의 존재와 성품을 증명하는 논증; 끝이 그 분의 처음부터의 목적을 드러내며, 그 끝이 처음부터 하나님의 생각으로 간주되거나, 우주가 그 분과 그 분의 영원한 목적의 실현으로 간주된다"고 설명했다.
포크가 음식을 잡는 목적과 같이 인간의 사용에 의해 부과되는 목적을 외재적이라고 한다. 고전 철학에서 흔했지만 오늘날 논란이 많은 자연 목적론은 자연적 존재 또한 인간의 사용이나 의견과 관계없이 내재적 목적을 가진다고 주장한다. 예를 들어, 아리스토텔레스는 도토리의 내재적 텔로스는 다 자란 참나무가 되는 것이라고 주장했다. 고대 원자론자들은 자연 목적론의 개념을 거부했지만, 비인격적 또는 비인간적 자연에 대한 목적론적 설명은 고대와 중세 철학에서 탐구되고 자주 지지되었으나, 근대 (1600–1900)에 들어서는 외면받았다.

## 역사
서양 철학에서 목적론이라는 용어와 개념은 플라톤과 아리스토텔레스의 저작에서 시작되었다. 아리스토텔레스의 '사원인'은 각 사물의 텔로스 또는 "궁극 원인"에 특별한 위치를 부여한다. 이 점에서 그는 인간과 비인간 자연 모두에서 목적을 본 플라톤을 따랐다.

### 어원
목적론(teleology)이라는 단어는 고대 그리스어 telos(고대 그리스어: τέλος, 고대 그리스어: τελε-에서 유래)와 logia(고대 그리스어: -λογία). 독일 철학자 크리스티안 볼프는 자신의 저서 Philosophia rationalis, sive logica (1728)에서 라틴어: teleologia (라틴어)라는 용어를 만들었다.

### 플라톤의 목적론
플라톤의 대화편 파이돈에서 소크라테스는 어떤 물리적 현상에 대한 진정한 설명은 목적론적이어야 한다고 주장한다. 그는 사물의 필요충분조건을 구별하지 못하는 사람들을 한탄하는데, 그는 이를 각각 질료인과 목적인으로 규정한다:
원인 없이는 원인이 작용할 수 없는 것과 진정한 원인을 구별하지 못한다고 상상해보라. 이것이 대다수가 어둠 속에서 더듬는 사람들처럼 하는 것처럼 보인다. 그들은 그것을 원인이라고 부르며, 그것에 속하지 않는 이름을 부여한다. 그렇기 때문에 어떤 사람은 하늘이 지구를 제자리에 고정시키도록 소용돌이로 지구를 둘러싸고, 다른 사람은 공기가 넓은 뚜껑처럼 지구를 지탱하게 한다. 그들이 이 시간에 있을 수 있는 최선의 장소에 있다는 사실은 그들이 찾지 않으며, 어떤 신성한 힘이 있다고 믿지도 않는다. 하지만 그들은 언젠가 모든 것을 더 강력하고 불멸의 아틀라스가 붙잡아 줄 것이라고 믿으며, 진정으로 선하고 '구속하는 것'이 그들을 묶고 붙잡아 준다고 믿지 않는다.— 플라톤, 파이돈, 99

여기서 소크라테스는 신체를 구성하는 물질이 특정 방식으로 움직이거나 작용하는 데 필요한 조건이기는 하지만, 신체가 그렇게 움직이거나 작용하는 데 충분한 조건이 될 수는 없다고 주장한다. 예를 들어, 소크라테스가 아테네 감옥에 앉아 있다면, 그의 힘줄의 탄력성이 그를 앉게 하는 것이므로, 그의 힘줄에 대한 물리적 설명은 그가 앉는 행위의 필요 조건 또는 보조 원인으로 나열될 수 있다. 그러나 이것들은 소크라테스의 앉아 있는 행동에 대한 필요 조건일 뿐이다. 소크라테스의 신체에 대한 물리적 설명을 하는 것은 소크라테스가 앉아 있다는 것을 말하는 것이지만, 그가 왜 처음에 앉아 있었는지에 대한 어떤 아이디어도 주지 않는다. 그가 왜 앉아 있었고 앉아 있지 않았는지를 말하기 위해서는 그의 앉아 있는 행동에 어떤 좋은 점이 있는지 설명할 필요가 있는데, 이는 모든 결과물(즉, 행동의 산물)은 행위자가 그것들에서 어떤 좋은 점을 보았기 때문에 발생하기 때문이다. 따라서 어떤 것에 대한 설명을 하는 것은 그것의 좋은 점이 무엇인지 결정하는 것이다. 그것의 선함은 그것의 실제 원인, 즉 목적, 텔로스 또는 '그것이 존재하는 이유'이다.

### 아리스토텔레스의 목적론
아리스토텔레스는 데모크리토스가 모든 것을 단순한 필연성으로 환원시키려 한 것이 잘못이라고 주장했다. 왜냐하면 그렇게 하는 것은 이러한 필연적인 조건들을 야기하는 목적, 질서, "궁극 원인"을 간과하기 때문이다.
그러나 데모크리토스는 궁극 원인을 무시하고 자연의 모든 작용을 필연성으로 환원시킨다. 이제 그것들은 필연적인 것은 사실이지만, 그럼에도 불구하고 그것들은 궁극 원인을 위한 것이며 각 경우에 최선을 위한 것이다. 따라서 치아가 이런 식으로 형성되고 빠지는 것을 막을 수는 없지만, 이러한 원인 때문이 아니라 목적 때문이다. ...— 아리스토텔레스, 동물 발생론 5.8, 789a8–b15

자연학에서, 질료형상론을 사용하여 (영원한 형상을 그의 모델로 사용), 아리스토텔레스는 우주가 지적인 설계자에 의해 창조되었다는 플라톤의 가정을 거부한다. 아리스토텔레스에게 자연적 목적은 "자연"(생명체 내부의 변화 원리)에 의해 생산되며, 자연은 숙고하지 않는다고 아리스토텔레스는 주장했다:
우리가 행위자가 숙고하는 것을 보지 못한다고 해서 [자연에] 목적이 없다고 가정하는 것은 터무니없는 일이다.— 아리스토텔레스, 자연학, 2.8, 199b27-9

이러한 플라톤적, 아리스토텔레스적 주장은 데모크리토스와 나중에 루크레티우스가 제시한 주장과 대립했는데, 둘 다 오늘날 흔히 사고주의라고 불리는 것을 지지했다.
몸 안의 어떤 것도 우리가 사용하기 위해 만들어지지 않았다. 존재하는 것이 그 사용의 원인이다.— 루크레티우스, 사물의 본성에 관하여 [사물의 본성에 관하여] 4, 833

## 근대 철학
17세기에는 르네 데카르트와 토머스 홉스 같은 철학자들이 아리스토텔레스적 목적론에 반대하는 글을 썼다. 사물에 물질주의 이상의 것이 있다는 주장은 심지어 복잡한 생물과 유기체에 대해서도 기계론적 관점으로 대체되었다. 홉스는 리바이어던에서 다음과 같이 썼다.
생명은 단지 사지의 운동일 뿐이다. 심장은 무엇인가, 용수철이요; 신경은 무엇인가, 수많은 끈이요; 관절은 무엇인가, 몸 전체에 운동을 주는 수많은 바퀴이다.

그러나 과학은 자연 현상을 설명하는 데 큰 역할을 했지만, 생명이 어떻게 발전하는지는 설명하지 못했다. 18세기 후반, 이마누엘 칸트는 그의 판단력 비판에서 이러한 한계를 인정했다.
살아있는 존재가 무생물에서 어떻게 생겨날 수 있는지는 인간 과학이 결코 설명할 수 없을 것이므로, 풀잎의 뉴턴은 결코 없을 것이다.

근대 우주론과 존재론에서 목적론적 관점의 주요 사례이자 가장 큰 논쟁의 늪은 지적 설계자를 하느님으로 상정하는 목적론적 논증이다.

## 포스트모던 철학
목적론에 기반한 "거대 서사"는 포스트모더니즘 전통에서 부정되는데, 여기서 목적론은 축소주의적이고 배타적이며 이야기가 축소되거나 간과되는 사람들에게 해로운 것으로 간주될 수 있다.
이 포스트모던 입장에 맞서 앨러스터 매킨타이어는 자신에 대한 서사적 이해, 독립적인 이성적 존재로서의 자신의 능력, 타인과의 의존성, 자신이 참여하는 사회적 실천과 전통 등이 모두 해방이라는 궁극적인 선을 향해 나아간다고 주장했다. 사회적 실천 자체도 내재적 선을 향해 목적론적으로 지향하는 것으로 이해될 수 있는데, 예를 들어 철학적, 과학적 탐구의 실천은 그 대상에 대한 진정한 이해를 정교화하는 데 목적론적으로 질서 지어져 있다. 매킨타이어의 덕의 상실 (1981)은 아리스토텔레스의 "형이상학적 생물학"의 자연주의적 목적론을 유명하게 비판했지만, 그는 그 책의 사회학적 목적론 설명에서 더욱 전통적인 목적론적 자연주의에서 무엇이 유효한지에 대한 탐구로 조심스럽게 나아갔다.

## 윤리학
목적론은 다음과 같은 윤리학 연구에 상당한 영향을 미친다.
- 기업 윤리: 기업에서 사람들은 흔히 목표 관리와 같이 목적이 있는 행동을 생각한다. 기업 윤리에 대한 목적론적 분석은 경영진, 직원, 고객, 주주, 국가, 인류, 환경을 포함하여 모든 기업 결정에서 이해관계자의 전 범위를 고려하도록 이끈다.[19]
- 의료 윤리: 목적론은 의학의 전문 윤리에 대한 도덕적 기반을 제공하는데, 이는 의사들이 일반적으로 결과에 관심을 가지며, 따라서 주어진 치료 패러다임의 텔로스를 알아야 하기 때문이다.[20]

### 결과주의
공리주의가 잘 알려진 예인 결과주의 윤리의 광범위한 스펙트럼은 존 스튜어트 밀의 '유용성 원칙'인 "최대 다수의 최대 행복"과 같은 원칙으로 결과에 초점을 맞춘다. 따라서 이 원칙은 철학에서 다른 곳에서 이해되는 것보다 더 넓은 의미에서 목적론적이다.
고전적 개념에서 목적론은 사물 자체의 본질에 근거하지만, 결과주의에서는 목적론이 인간의 의지에 의해 외부에서 자연에 부과된다. 결과주의 이론은 대부분의 사람들이 악이라고 부를 행위도 바람직한 결과가 행위의 악을 능가한다면 정당화한다. 예를 들어, 결과주의 이론은 두 명 이상의 다른 사람을 구하기 위해 한 명을 죽이는 것이 용납될 수 있다고 말할 것이다. 이러한 이론은 "en|목적이 수단을 정당화한다"는 격언으로 요약될 수 있다.

### 의무론
결과주의는 이마누엘 칸트의 정언 명령과 아리스토텔레스의 덕 윤리학과 같은 더 고전적인 의무론적 윤리 개념과는 대조적이다. 비록 덕 윤리학의 정식화도 종종 결과주의적 도출에서 비롯되지만 말이다.
의무론적 윤리에서는 개별 행위의 선악이 우선하며, 더 크고 바람직한 목표는 나쁜 행위가 비교적 사소하고 목표가 크더라도(예: 전쟁을 막고 수백만 명의 생명을 구하기 위해 작은 거짓말을 하는 것) 그 목표를 향해 저지른 나쁜 행위를 정당화하기에 불충분하다. 모든 구성 행위가 선해야 한다고 요구하는 점에서 의무론적 윤리는 상황에 따라 달라지는 결과주의보다 훨씬 더 엄격하다.
실천 윤리는 보통 이 두 가지의 혼합이다. 예를 들어, 밀 또한 실천 행동을 안내하기 위해 의무론적 격언에 의존하지만, 그 격언은 유용성 원칙에 의해 정당화될 수 있어야 한다.

## 경제학
인간 목표의 목적론은 경제학자 루트비히 폰 미제스의 작업, 특히 그의 인간 행동학 과학 발전에 결정적인 역할을 했다. 미제스는 개인의 행동이 그들이 선택한 목표의 존재에 의해 지배되기 때문에 목적론적이라고 믿었다. 다시 말해, 개인은 추구하는 목표나 목적을 달성하기 위한 가장 적절한 수단을 선택한다고 믿는다. 미제스는 또한 인간 행동과 관련하여 목적론이 인과관계와 무관하지 않다는 점을 강조했다: "원인과 결과의 관계에 대한 명확한 생각 없이는 어떤 행동도 고안하고 시도할 수 없으며, 목적론은 인과관계를 전제로 한다."
이성과 행동이 이념적 신념에 주로 영향을 받는다고 가정하면서, 미제스는 그의 인간 동기 부여에 대한 묘사를 에피쿠로스 학파의 가르침에서 도출했는데, 이는 그가 "원자론적 개인주의, 목적론, 자유지상주의를 가정하고, 인간을 최대의 행복을 추구하는 이기주의자로 정의한다"(즉, 고통보다 쾌락을 궁극적으로 추구하는 것)는 점에서 그러하다. "인간은 노력하지만," 미제스는 "에피쿠로스가 묘사한 완벽한 행복 상태를 결코 얻지 못한다." 더욱이, 에피쿠로스적 기반을 확장하여, 미제스는 쾌락과 고통에 대한 그의 개념을 구체적인 의미를 부여함으로써 공식화하여, 그가 달성 가능한 행복에 대한 그의 개념을 자유주의적 사회와 사회주의적 사회에 대한 비판으로 외삽할 수 있게 했다. 에피쿠로스적 신념을 정치 이론에 적용하는 바로 그 지점에서 미제스는 마르크스 이론을 비웃는데, 노동을 인간의 여러 '고통' 중 하나로 간주하는 것은 노동을 인간의 본연적인 쾌락 추구라는 그의 원래 에피쿠로스적 가정에 대한 위반으로 여긴다. 여기에서 그는 내향적 노동과 외향적 노동 사이의 중요한 구별을 더욱 가정하여, 마르크스가 노동을 인간의 "종류 본질" 또는 그의 "종류 활동"으로 칭송하는 기본 마르크스 이론에서 더욱 벗어난다.

## 과학
현대 과학은 사건의 '이유'를 인과관계로 본다. 목적지향성의 경우, 목적을 암시하는 표현은 피하는 것이 선호된다. 예를 들어, 진화 생물학 내에서 설명 방식으로서 목적론적 표현을 사용하는 것은 다소 논란이 있다.
프랜시스 베이컨의 노붐 오르가눔 이래로, 물상과학에서 목적론적 설명은 의도적으로 회피되고, 대신 질료적, 효율적 설명에 초점을 맞추는 경향이 있다. 하지만 최근 양자 현상에 대한 일부 설명은 목적론을 사용한다. 최종 원인과 형식 원인은 거짓이거나 너무 주관적인 것으로 여겨지게 되었다. 그럼에도 불구하고, 일부 분야, 특히 진화생물학 내에서는 특정 최종 조건에 대한 자연적 경향을 묘사할 때 여전히 목적론적으로 보이는 언어를 사용한다. 일부는 이러한 주장이 비목적론적 형태로 다시 쓰여져야 하며 실제적으로도 그렇게 될 수 있다고 주장하지만, 다른 이들은 적어도 실용적인 교육학의 범위 내에서는 목적론적 언어가 생명 과학의 설명에서 항상 쉽게 제거될 수 있는 것은 아니라고 주장한다.
현대 철학자들과 과학자들은 목적론적 공리가 현대 철학 및 과학 이론을 제시하는 데 유용하거나 정확한지 여전히 논쟁 중이다. 현대 언어에 목적론을 재도입한 한 예는 끌개의 개념이다. 또 다른 예는 토마스 네이글 (2012)이 비록 생물학자는 아니지만, 생명, 의식, 합리성, 그리고 객관적 가치의 존재를 설명하기 위해 비다윈주의적 진화 설명을 제시하면서 비인격적이고 자연적인 목적론적 법칙을 통합했다는 것이다.  그럼에도 불구하고, 정확성은 유용성과는 별개로 고려될 수 있다. 진화에 진정한 목적론이 없더라도 다윈주의적 진화를 사고하고 설명하는 데 최소한의 외견상 목적론이 유용할 수 있다는 것은 교육학에서 흔한 경험이다. 따라서 진화가 의도를 가진 행위자가 아닌 비목적론적 현실이 존재하더라도, 늑대에게 날카로운 송곳니를 "주었다"고 말하는 것이 더 쉽다. 왜냐하면 그 이빨은 포식의 "목적을 수행하기" 때문이다. 다시 말해, 인간의 인식과 학습이 종종 행위자, 목표, 궁극적(원인)보다는 즉각적인(근접) 인과 관계(참조 근접 및 궁극 인과관계)가 있는 이야기의 서사 구조에 의존하기 때문에, 그 우주론적 정확성을 부정하는 사람들도 최소한의 목적론적 수준은 실용적인 목적을 위해 유용하거나 적어도 용인될 수 있다고 인정할 수 있다. 그 정확성은 배로와 티플러(1986)에 의해 지지되며, 이들이 막스 플랑크와 노버트 위너와 같은 목적론자들을 인용한 것은 과학적 노력에 중요하다.

### 생물학
명백한 목적론은 진화생물학에서 반복적으로 나타나는 문제이며, 일부 저자들에게는 상당한 곤혹감을 안겨준다.
자연에 목적이 있다는 것을 암시하는 진술, 예를 들어 어떤 종이 생존을 "위해" 어떤 행동을 한다고 말하는 것은 목적론적으로 보이며, 따라서 유효하지 않다. 일반적으로 그러한 문장은 명백한 목적론을 피하도록 다시 쓸 수 있다. 일부 생물학 과정에서는 학생들이 그러한 문장을 목적론적으로 읽히지 않도록 다시 작성하는 연습을 포함시켰다. 그럼에도 불구하고, 생물학자들은 의도하지 않더라도 여전히 목적론을 암시하는 방식으로 글을 쓰는 경우가 많다. 존 라이스(John Reiss)는 진화생물학이 자연선택을 시계공에 비유하는 것을 거부함으로써 그러한 목적론에서 벗어날 수 있다고 주장한다. 리처드 도킨스와 같은 다른 저자들도 이 비유에 대한 반론을 제기했다.
제임스 레녹스와 같은 일부 저자들은 찰스 다윈이 목적론자였다고 주장하는 반면, 마이클 기즐린과 같은 다른 저자들은 이 주장을 그의 논의에 대한 오해로 인해 퍼진 신화로 묘사하고, 목적론적 은유를 사용하는 것과 목적론적인 것 사이의 구별을 강조했다.
생물학자 철학자 프란시스코 아얄라는 모든 과정에 대한 진술은 사소하게 목적론적 진술로 번역될 수 있고 그 반대도 가능하지만, 목적론적 진술이 더 설명적이며 제거될 수 없다고 주장했다. 카렌 니앤더는 현대 생물학의 '기능' 개념이 선택에 의존한다고 주장했다. 따라서 예를 들어, 선택 과정을 거치지 않고 단순히 존재하게 된 어떤 것도 기능을 가지고 있다고 말할 수 없다. 우리는 부속 기관이 기능을 가지고 있는지 여부를 그것을 야기한 선택 과정을 분석함으로써 결정한다. 그러므로 기능에 대한 어떤 언급도 자연선택 이후에 이루어져야 하며, 기능은 라이스와 도킨스가 옹호하는 방식으로 정의될 수 없다.
에른스트 마이어는 "적응성은 ... 경험적 결과이지 선험적 목적 추구가 아니다"라고 말한다. 여러 해설자들은 현대 진화 생물학에서 사용되는 목적론적 표현을 일종의 속기라고 본다. 예를 들어, 사이먼 휴 파이퍼 매드렐은 공간을 절약하기 위해 "진화적 적응에 의한 변화를 설명하는 적절하지만 번거로운 방식이 더 짧고 명백히 목적론적인 진술로 대체될 수 있지만", 이것이 "진화가 우연히 발생하는 돌연변이 이외의 다른 어떤 것에 의해서도 진행되며, 이점이 있는 돌연변이가 자연선택에 의해 유지된다는 것을 의미해서는 안 된다"고 썼다. 마찬가지로, 존 버든 샌더슨 홀데인은 "목적론은 생물학자에게 애인과 같다. 그는 그녀 없이는 살 수 없지만, 대중 앞에서 그녀와 함께 있는 것은 꺼린다"고 말했다.

### 사이버네틱스
사이버네틱스는 살아있는 존재와 기계, 그리고 이 둘의 조합에서 규제 피드백의 커뮤니케이션과 제어에 대한 연구이다.
아르투로 로젠블루스, 노버트 위너, 그리고 줄리안 비겔로우는 피드백 메커니즘이 기계에 목적론을 부여한다고 생각했다. 위너는 "목적론적 메커니즘" 연구를 지칭하기 위해 사이버네틱스라는 용어를 만들었다. 로젠블루스, 위너, 비겔로우가 제시한 사이버네틱스 분류에서 목적론은 피드백 제어 목적이다.
사이버네틱스의 분류 체계는 프랭크 호니윌 조지와 레스 존슨에 의해 비판받았는데, 그들은 목표 추구 행동을 확립하고 검증하기 위해 목적 있는 행동에 대한 외부 관찰 가능성이 필요하다고 주장했다. 이 관점에서, 관찰하는 시스템과 관찰되는 시스템의 목적은 각각 시스템의 주관적인 자주권과 객관적인 제어에 의해 구별된다.

## 같이 보기
- 인류 원리
- 인과관계
- 닭이 먼저냐, 달걀이 먼저냐
- 사이버네틱스
- 운명
- 비목적론
- 에드 리켓츠
- 효율적인 원인
- 목적인
- 창발
- 사원인
- 루트비히 폰 미제스
- 모이라
- 자연주의 (철학)
- 정진설
- 합리론
- 텔레시스
- 목적론적 논증
- 목적론적 행동주의
- 목적론적 기계론
- 텔레오노미
- 텔로스

### 내용주
1. ↑  또한 자연학, 2.5–6: 여기서 "자연"은 지능과 대조된다.
2. ↑  참고. 루크레티우스, 사물의 본성에 관하여, 822–56
3. ↑  "받아들여진 지적 전통에 따르면, 16세기와 17세기에 혁명적인 철학자들은 중세 및 스콜라 아리스토텔레스주의자들의 목적론을 축소하고 거부하기 시작했으며, 최종 원인을 포기하고 순전히 기계론적인 우주 모델을 선호했다."

Johnson, Monte Ransom (2008), 《Aristotle on Teleology》, 옥스포드 대학교 출판부. pp. 23–24.

### 인용
1. 1 2  Partridge, Eric. 1977. Origins: A Short Etymological Dictionary of Modern English. London: Routledge, p. 4187.
2. ↑  Mahner, Martin; Bunge, Mario (2013년 3월 14일). 《Foundations of Biophilosophy》 (영어). Springer Science & Business Media. ISBN 9783662033685.
3. 1 2  Dubray, Charles. 2020 [1912]. "Teleology". In The Catholic Encyclopedia 14. New York: Robert Appleton Company. Retrieved 3 May 2020. – via New Advent, transcribed by D. J. Potter
4. ↑  Júnior, Paulo Pereira Martins; Vasconcelos, Vitor Vieira (2011년 12월 9일). 《A teleologia e a aleatoriedade no estudo das ciências da natureza: sistemas, ontologia e evolução》 [Teleology and randomness in the study of the natural sciences: systems, ontology and evolution]. 《Revista Internacional Interdisciplinar INTERthesis》 (포르투갈어) 8. 316–334쪽. doi:10.5007/1807-1384.2011v8n2p316. ISSN 1807-1384.
5. ↑  Allen, Colin (2003). 〈Teleological Notions in Biology〉. 《Stanford Encyclopedia of Philosophy》.
6. ↑  아리스토텔레스, 형이상학, 1050a9–17
7. ↑  
Wolff, Christian (1732) [1728]. 《Philosophia Rationalis Sive Logica: Methodo Scientifica Pertractata Et Ad Usum Scientiarum Atque Vitae Aptata》. Frankfurt and Leipzig. 2014년 11월 20일에 확인함.
8. 1 2  파이돈, 플라톤, 98–99
9. ↑  파이돈, 플라톤, 99b
10. ↑  티마이오스, 플라톤, 46c9–d4, 69e6.
11. ↑  티마이오스, 플라톤, 27d8–29a.
12. ↑  Hardie, R. P., and R. K. Gaye, trans. 2007. "Aristotle – Physics". pp. 602–852 in Aristotle - Works, edited by W. D. Ross. 인터넷 아카이브 (오픈 소스 모델 전체 텍스트). pp. 640–644, 649.
13. 1 2  McShea, Daniel W; Babcock, Gunnar O (2024년 11월 4일). “Elusive but everywhere”. 이온. 2024년 11월 30일에 확인함.
14. ↑  Hobbes, Leviathan, Introduction.
15. ↑  Kant, 1790, Kritik der Urteilskraft.
16. ↑  리오타르, 장프랑수아. 1979. 포스트모던 조건: 지식에 대한 보고서.
17. ↑  Lochhead, Judy. 2000. Postmodern Music/Postmodern Thought. ISBN 0-8153-3820-1. p. 6.
18. ↑  MACINTYRE, ALASDAIR (2022). 《AFTER VIRTUE : a study in moral theory.》. [S.l.]: UNIV OF NOTRE DAME PRESS. ISBN 978-0-268-20405-1. OCLC 1287994331.
19. ↑  Brooks, Leonard J., and Paul Dunn. 2009. Brooks, Leonard J.; Dunn, Paul (2009년 3월 31일). 《Business & Professional Ethics for Directors, Executives & Accountants》. Cengage Learning. ISBN 9780324594553. Cengage Learning. ISBN 978-0-324-59455-3. p. 149.
20. ↑  Sugarman, Jeremy, and Daniel P. Sulmasy (2001). 《Methods in Medical Ethics》. Georgetown University Press. 78쪽. ISBN 978-0-87840-873-3.
21. ↑  John Gray, Ed. (1998). 《John Stuart Mill On Liberty And Other Essays》. Oxford University Press. ix쪽. ISBN 0-19-283384-7.
22. 1 2  폰 미제스, 루트비히. 경제 과학의 궁극적 토대. 프린스턴, 뉴저지: 데이비드 밴 노스트랜드. – via 미제스 연구소. 다른 형식으로 이용 가능.
23. 1 2  Gonce, R. A. Natural Law and Ludwig von Mises' Praxeology and Economic Science. Chattanooga, TN: Southern Economic Association.
24. ↑  베르키, R. N. 마르크스 노동 개념의 본질과 기원에 대하여. 사우전드 오크스, 캘리포니아: Sage Publications, Inc.
25. 1 2  Hanke, David (2004). 〈Teleology: The explanation that bedevils biology〉.   John Cornwell. 《Explanations: Styles of explanation in science》. 뉴욕: 옥스포드 대학교 출판부. 143–155쪽. ISBN 0-19-860778-4. 2010년 7월 18일에 확인함.
26. ↑  Simpson, W.M.R (2021). 《Cosmic Hylomorphism: a powerist ontology of quantum mechanics》. 《European Journal for Philosophy of Science》 11. 28쪽. doi:10.1007/s13194-020-00342-5. PMC 7831748. PMID 33520035.
27. ↑  폰 푀르스터, 하인츠. 1992. "사이버네틱스". p. 310 in 인공 지능 백과사전 1, edited by S. C. 샤피로. ISBN 9780471503071.
28. ↑  네이글, 토마스. 2012. 마음과 우주. 옥스포드 대학교 출판부.
29. ↑  Barrow, John D., and Frank J. Tipler. 1986. The Anthropic Cosmological Principle. New York: 옥스포드 대학교 출판부. ISBN 9780198519492.
30. ↑  Ruse, M., and J. Travis, eds. 2009. Evolution: The First Four Billion Years. Cambridge, MA: 벨크냅 프레스. p. 364.
31. ↑  Reiss, John O. 2009. Not by Design: Retiring Darwin's Watchmaker. Berkeley: 캘리포니아 대학교 출판부.
32. ↑  도킨스, 리처드. 1987. 눈먼 시계공: 진화의 증거가 어떻게 설계 없는 우주를 드러내는가. 뉴욕: W W 노턴 컴퍼니.
33. ↑  레녹스, 제임스 G. (1993). "다윈은 목적론자였다". 생물학 및 철학 8:409–21.
34. ↑  Ghiselin, Michael T. (1994). 《다윈의 언어는 목적론적으로 보일 수 있지만, 그의 사고는 다른 문제이다》. 《생물학 및 철학》 9. 489–492쪽. doi:10.1007/BF00850377. S2CID 170997321.
35. ↑  아얄라, 프란시스코 (1998). "진화생물학의 목적론적 설명". 자연의 목적: 생물학에서의 기능과 설계 분석. 케임브리지: MIT 프레스.
36. ↑  니앤더, 카렌. 1998. "선택된 효과로서의 기능: 개념 분석가의 변호". pp. 313–333 in 자연의 목적: 생물학에서의 기능과 설계 분석, C. 알렌, M. 베코프, G. 라우더 편집. 케임브리지, MA: MIT 프레스.
37. ↑  마이어, 에른스트 W. 1992. "목적론의 개념". 사상사 저널 53:117–35.
38. ↑  Madrell, S. H. P. 1998. "왜 공해상에는 곤충이 없는가?" 실험 생물학 저널 201:2461–64.
39. ↑  Hull, D. 1973. Philosophy of Biological Science, Foundations of Philosophy Series. Englewood Cliffs, NJ: 프렌티스 홀.
40. ↑  마이어, 에른스트. 1974. 보스턴 과학 철학 연구 XIV pp. 91–117.
41. 1 2  Rosenblueth, Arturo; Wiener, Norbert; Bigelow, Julian (1943년 1월 1일). 《Behavior, Purpose and Teleology》. 《Philosophy of Science》 10. 18–24쪽. doi:10.1086/286788. ISSN 0031-8248. S2CID 16179485.
42. ↑  위너, 노버트. 1948. 사이버네틱스: 동물과 기계의 제어 및 통신.
43. ↑  Conway, Patrick (1974). 《Development of volitional competence》. MSS Information Corp. 60쪽. ISBN 0-8422-0424-5.
44. 1 2  George, Frank Honywill; Johnson, Les (1985). 《Purposive behavior and teleological explanations》. Gordon and Breach. xII쪽. ISBN 2881241107.

## 더 읽어보기
- This article incorporates text from a publication now in the public domain: Wood, James, 편집. (1907). 〈Teleology〉. 《The Nuttall Encyclopædia》. London and New York: Frederick Warne.
- Espinoza, Miguel.  "La finalité, le temps et les principes de la physique".
- 고텔프, 알란. 1987. "아리스토텔레스의 최종 원인 개념". 아리스토텔레스 생물학의 철학적 문제, A. 고텔프와 J. G. 레녹스 편집. 케임브리지: 케임브리지 대학교 출판부. ISBN 0-52-131091-1, 978-0-52-131091-8
- 호르크하이머, 막스, 그리고 테오도르 아도르노. 계몽의 변증법. ISBN 0-8047-3632-4
- Johnson, Monte Ransome. 2005. Aristotle on Teleology. 뉴욕: 옥스포드 대학교 출판부. ISBN 0-19-928530-6, 978-0-19-928530-3
- Knight, Kelvin. 2007 Aristotelian Philosophy: Ethics and Politics from Aristotle to MacIntyre. 뉴욕: 폴리티 프레스. ISBN 978-0-7456-1977-4, 0-745-61977-0
- 루카치, 게오르크. 역사와 계급 의식. ISBN 0-262-62020-0
- MacIntyre, Alasdair. 2006. "첫 번째 원리, 최종 목적, 그리고 현대 철학적 문제". 철학의 과제: 선별된 에세이 1, A. 매킨타이어 편집. 케임브리지: 케임브리지 대학교 출판부. ISBN 0-19-875108-7, 978-0-19-875108-3
- Makin, Stephen. 2006. Metaphysics Book Theta, by Aristotle, with an introduction and commentary by S. Makin. 뉴욕: 옥스포드 대학교 출판부. ISBN 978-0-521-67061-6, 0-521-67061-6
- 마르쿠제, 헤르베르트. 헤겔의 존재론과 역사성 이론. ISBN 0-262-13221-4
- Nissen, Lowell. 1997. Teleological Language in the Life Sciences. Rowman & Littlefield. ISBN 0-8476-8694-9
- Barrow, John D., and Frank J. Tipler. The Anthropic Cosmological Principal. ISBN 0-19-851949-4